# 黄埔条约
《黄埔条约》（法语：Traité de Huangpu或traité de Whampoa）又稱《中法五口通商章程》，是法國七月王朝（奧爾良王朝）与清朝签订的一个不平等条约。1844年（道光二十四年），清政府代表两广总督耆英與法國特使兼全權公使拉萼尼在葡屬澳門进行谈判，最后于1844年10月24日，在停泊於廣州黄埔港的法國軍艦「阿基米德」號（L'Archimede）上，簽訂此条约。1845年8月25日在澳門交換批准。

## 條約內容
条约一共36款，外加“海关税则”。其主要內容为：
- 法国人可以在五个通商口岸（广州、厦门、福州、宁波、上海）[3]享有永久居住、贸易、领事、停泊军舰等权利。
- 清政府将来改变海关税则需要先与法国政府商议同意。
- 法国在中国享有领事裁判权。
- 法国得到片面最惠国待遇。
- 法国可以在通商港口建立天主教教堂和坟地。清政府有保护教堂的义务[4]。

通过《黄埔条约》，法国得到了和英国通过中英南京条约、美国通过中美望厦条约同等的在华特权。